# ズヴェニゴロド公国 (ズヴェニゴロド)
ズヴェニゴロド公国（ロシア語: Звенигородское княжество）は、ズヴェニゴロドを首都としたルーシの公国である。公国は14世紀前半に登場し、途中の断絶を経て、15世紀末に廃止された。

## 歴史
初代ズヴェニゴロド公はモスクワ大公イヴァン1世(イヴァン・カリター)の息子のイヴァン（イヴァン・クラスヌィー。モスクワ大公イヴァン2世）である。彼は1353年にモスクワ大公となると、ズヴェニゴロド公国領をモスクワ大公国領に併せた。その後1359年から1364年にかけて、イヴァン・クラスヌィーの子のイヴァン(ru)（イヴァン・マルィー）がズヴェニゴロド公となったが、1364年に相続者のないまま死亡したため、再びモスクワ大公国に接収された。
1389年、モスクワ大公ドミトリー（ドミトリー・ドンスコイ。なお、イヴァン・クラスヌィーの子、イヴァン・マルィーの兄にあたる）の遺言により、ドミトリーの子ユーリー(ru)にズヴェニゴロド公国が与えられた。ユーリーの後はその子のヴァシリー(ru)（ヴァシリー・コソイ）へ、次いでセルプホフ公ヴァシリー(ru)（父称ヤロスラヴィチ）へと公国が受け継がれた。最後の公となったのはアンドレイ（モスクワ大公ヴァシリー2世の子）であり、公国の歴史は1492年に幕を閉じた。